# Fehmarnbelt (bateau-phare)
Le Fehmarnbelt est un ancien bateau-phare qui a été en service de 1908 à 1984. Aujourd'hui, il peut être vu au musée portuaire de Lübeck (Schleswig-Holstein).

## Historique
Le navire a été construit de 1906 à 1908 au chantier naval Thyen (de) à Brake sur la Weser en tant que goélette à trois mâts avec voiles de secours et mis en service en 1908 en tant que bateau-phare 'Außeneider. Avec des interruptions jusqu'en 1944, il était en position d'Außeneider devant l'embouchure de l'Eider en mer du Nord, et en position de Süderpiep de 1914 à 1916. En 1918/19, il a été impliqué dans des opérations militaires dans la mer Baltique. 
En 1931, un moteur y a été installé. De 1945 à 1948, il a été utilisé comme navire de garde sur le Minenzwangsweg P 11-P 15 dans la baie allemande. De 1949 à 1953, c'était un navire-lège de remplacement pour la position Amrumbank (P 15). En 1954 et 1956, il y eut diverses conversions. La balise a été renforcée et une balise radio a été modernisée. Dans les années de 1956 à 1965, il a été utilisé comme 'Reserve Holtenau (navire de pompiers de réserve) sur les positions à Flensburg, Kiel et Fehmarnbelt, en 1961 pendant une courte période sur l'Elbe 1, puis de 1965 à 1984 sous son nom de Fehmarnbelt  sur la position dans le Fehmarn Belt. Le 31 mars 1984, il fut le dernier bateau-phare allemand sur la mer Baltique à être mis hors service et s& position a été prise en charge par une grande balise.
La même année, le navire a servi de navire de cinéma Hatteras pour le tournage du long métrage américain The Lightship (basé sur l'histoire Das Feuerschiff de Siegfried Lenz) sur l'île Sylt. C'est un navire musée depuis 1986.

### Préservation
Il est devenu un navire musée en 1984
Aujourd'hui, le navire appartient à l'association à but non lucratif  Feuerschiff für Lübeck e.V. et se trouve dans la ville hanséatique de Lübeck devant les Media Docks depuis l'automne 2009. Il est maintenu en bon état de fonctionnement et effectue des voyages en été depuis 1989 pour tester toutes les installations en conditions de mer ; Des visites à bord sont également possibles.

## Galerie

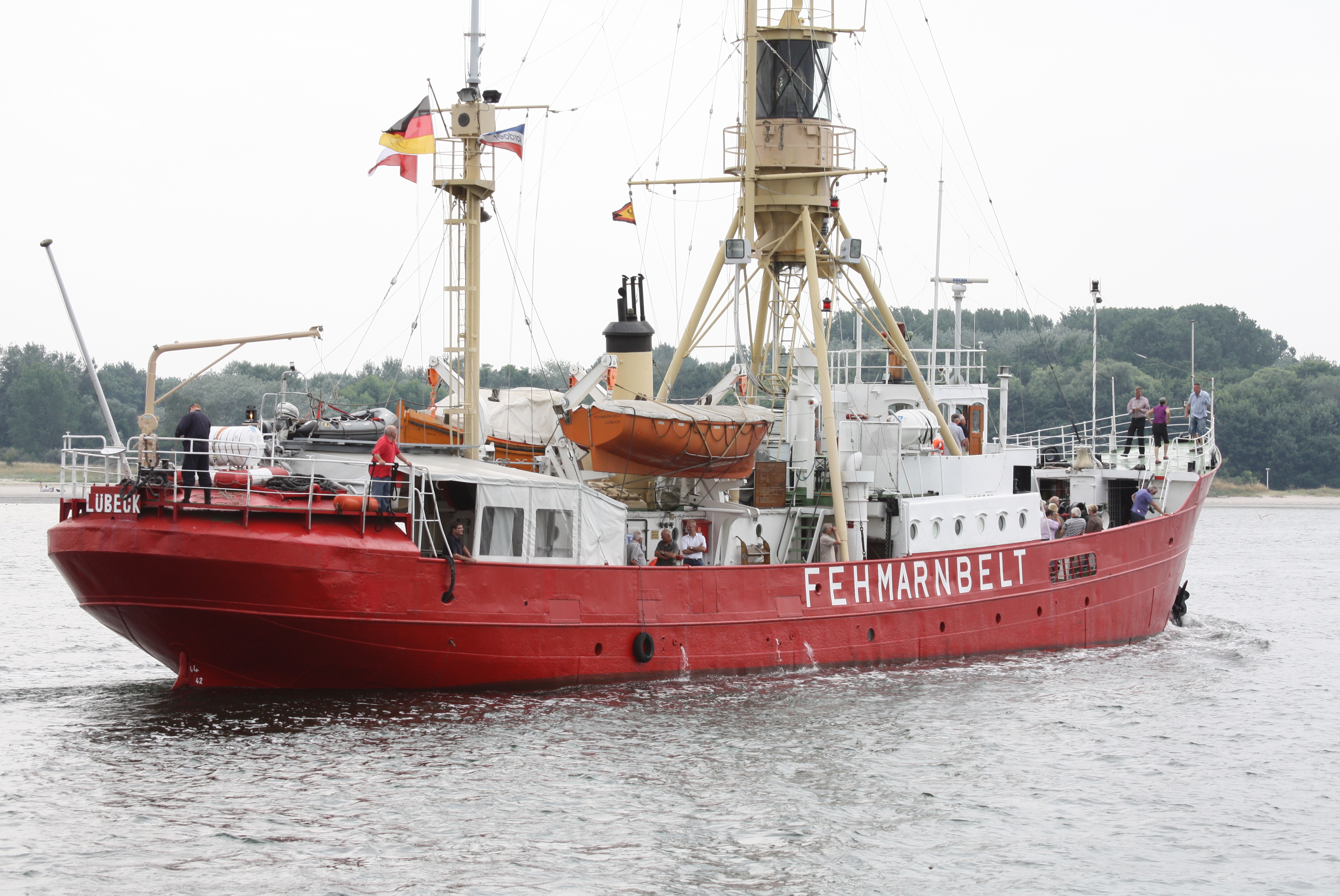
Felmarnbelt en 2010 à Travemünde
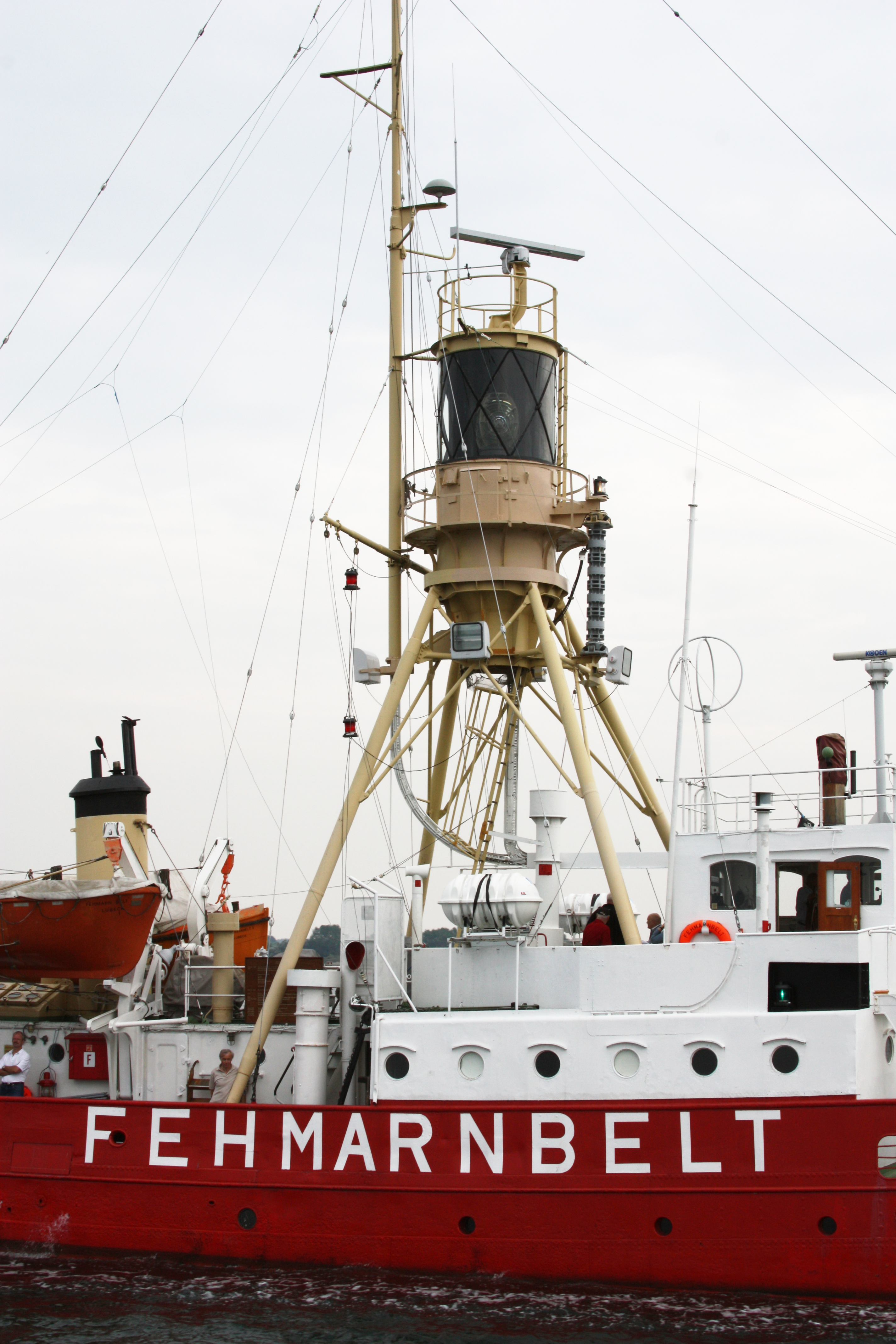
La lanterne
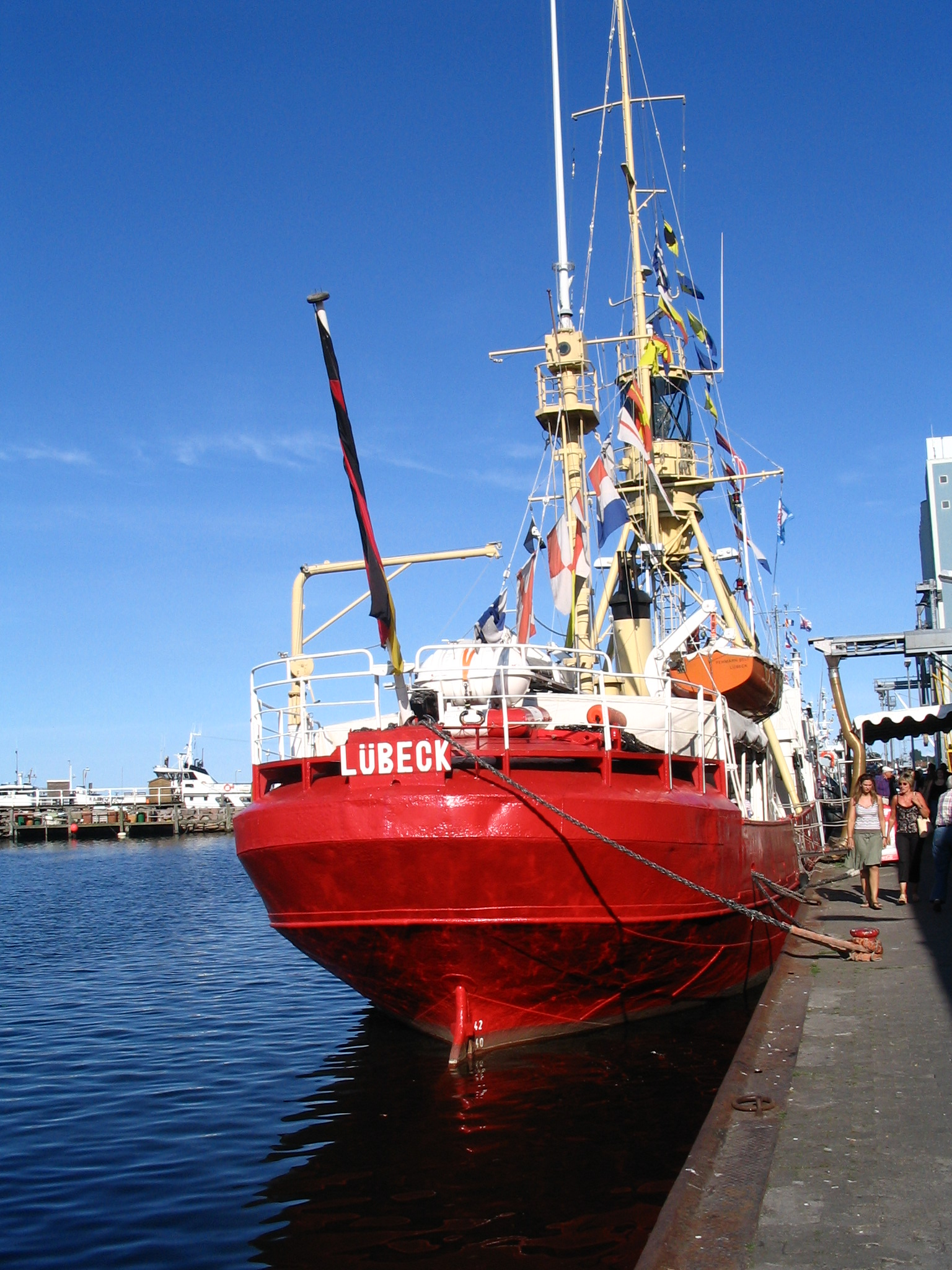
en 2006